# Смілівський Тимофій
Смілівський Тимофій (1769 — 1815), ботанік і лікар родом з України.

## Життєпис
Закінчив Харківський Колеґіюм і Петербурзьку Медико-хірургічну Школу (1795); викладач хімії та ботаніки цієї школи; з 1799 проф. Петербурзької Медико-хірургічної Академії, з 1802 чл. Рос. АН. Вивчав флору Петербурзької губернії, брав участь у розробці питань про заміну іноземних лікарських рослин місц., склав каталог рослин Ботан. саду в Петербурзі, переклав працю К. Ліннея з латинської на рос. «Философия ботаники» (1800).